# Houstonia ouachitana
Houstonia ouachitana är en måreväxtart som först beskrevs av Edwin Burnell Smith, och fick sitt nu gällande namn av Edward Everett Terrell. Houstonia ouachitana ingår i släktet Houstonia och familjen måreväxter. Inga underarter finns listade i Catalogue of Life.